# All-Star Game de la NBA 1975
El 25º All-Star Game de la NBA de la historia se disputó el día 14 de enero de 1975 en el Arizona Veterans Memorial Coliseum de la ciudad de Phoenix, Arizona. El equipo de la Conferencia Este estuvo dirigido por K. C. Jones, entrenador de Washington Bullets y el de la Conferencia Oeste por Al Attles, de Golden State Warriors. La victoria correspondió al equipo del Este, por 108-102, siendo elegido MVP del All-Star Game de la NBA el base de los New York Knicks Walt Frazier, que consiguió 30 puntos, 12 rebotes y 2 asistencias. En el primer cuarto ya había conseguido 10 puntos, lo que encarriló ya el partido en favor de los del Este. En su mismo equipo destacó también el escolta de los Celtics John "Hondo" Havlicek, que anotó 16 puntos. Por el Oeste el máximo anotador fue Nate Archibald, con 27 puntos, pero quien mantuvo la igualdad en el marcador durante todo el partido fue Rick Barry, que a sus 22 puntos añadió 8 asistencias y 8 robos de balón.
Fue el último All-Star de dos veteranos que años más tarde pasarían a ser miembros del Basketball Hall of Fame, Gail Goodrich y Wes Unseld.

## Estadísticas

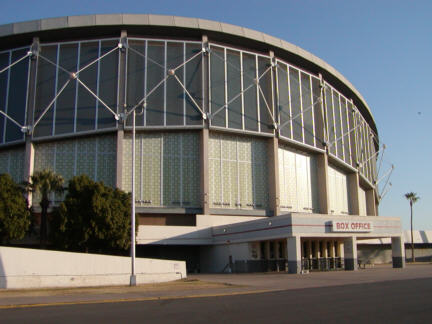
El Arizona Veterans Memorial Coliseum, sede del All-Star de 1975.

### Conferencia Oeste
| CONFERENCIA OESTE              |     |     |     |     |     |     |     |     |
| Jugador, Equipo                | MIN | TCA | TCI | TLA | TLI | REB | AST | PTS |
| Rick Barry, Golden State       | 38  | 11  | 20  | 0   | 0   | 5   | 8   | 22  |
| Spencer Haywood, Seattle       | 17  | 1   | 9   | 0   | 0   | 3   | 0   | 2   |
| Kareem Abdul-Jabbar, Milwaukee | 19  | 3   | 10  | 1   | 2   | 10  | 3   | 7   |
| Nate Archibald, K.C.-Omaha     | 36  | 10  | 15  | 7   | 8   | 2   | 6   | 27  |
| Gail Goodrich, Los Angeles     | 15  | 2   | 4   | 0   | 0   | 1   | 4   | 4   |
| Sidney Wicks, Portland         | 23  | 7   | 19  | 2   | 3   | 9   | 1   | 16  |
| Bob Lanier, Detroit            | 12  | 1   | 4   | 0   | 0   | 7   | 2   | 2   |
| Charlie Scott, Phoenix         | 16  | 1   | 6   | 0   | 0   | 2   | 1   | 2   |
| Dave Bing, Detroit             | 12  | 0   | 2   | 2   | 2   | 0   | 1   | 2   |
| Bob Dandridge, Milwaukee       | 18  | 2   | 6   | 0   | 0   | 2   | 1   | 4   |
| Sam Lacey, K.C.-Omaha          | 17  | 2   | 6   | 2   | 2   | 7   | 1   | 6   |
| Jim Price, Milwaukee           | 17  | 3   | 9   | 2   | 2   | 2   | 0   | 8   |
| Totales                        | 240 | 43  | 110 | 16  | 19  | 50  | 28  | 102 |

MIN: Minutos. TCA: Tiros de campo anotados. TCI: Tiros de campo intentados. TLA: Tiros libres anotados. TLI: Tiros libres intentados. REB: Rebotes. AST: Asistencias. PTS: Puntos

### Conferencia Este
| CONFERENCIA ESTE          |     |     |     |     |     |     |     |     |
| Jugador, Equipo           | MIN | TCA | TCI | TLA | TLI | REB | AST | PTS |
| John Havlicek, Boston     | 31  | 7   | 12  | 2   | 2   | 6   | 1   | 16  |
| Elvin Hayes, Washington   | 17  | 2   | 6   | 0   | 0   | 5   | 2   | 4   |
| Bob McAdoo, Buffalo       | 26  | 4   | 9   | 3   | 3   | 6   | 2   | 11  |
| Walt Frazier, New York    | 35  | 10  | 17  | 10  | 11  | 5   | 2   | 30  |
| Earl Monroe, New York     | 25  | 3   | 8   | 3   | 5   | 3   | 2   | 9   |
| Rudy Tomjanovich, Houston | 14  | 0   | 3   | 0   | 0   | 3   | 0   | 0   |
| Wes Unseld, Washington    | 15  | 2   | 3   | 2   | 2   | 6   | 1   | 6   |
| Phil Chenier, Washington  | 23  | 4   | 8   | 1   | 2   | 2   | 1   | 9   |
| Dave Cowens, Boston       | 15  | 3   | 7   | 0   | 0   | 6   | 3   | 6   |
| Steve Mix, Philadelphia   | 11  | 2   | 5   | 0   | 0   | 2   | 0   | 4   |
| Jo Jo White, Boston       | 13  | 1   | 2   | 5   | 6   | 1   | 4   | 7   |
| Paul Silas, Boston        | 15  | 2   | 4   | 2   | 2   | 2   | 2   | 6   |
| Totales                   | 240 | 40  | 84  | 28  | 33  | 47  | 20  | 108 |

MIN: Minutos. TCA: Tiros de campo anotados. TCI: Tiros de campo intentados. TLA: Tiros libres anotados. TLI: Tiros libres intentados. REB: Rebotes. AST: Asistencias. PTS: Puntos